# Lars Ytterbom
Lars Ytterbom (* 15. März 1960) ist ein ehemaliger schwedischer Fußballspieler. Der Offensivspieler spielte für Gefle IF und Halmstads BK insgesamt vier Spielzeiten in der Allsvenskan.

## Werdegang
Ytterbom entstammt der Jugend von Brynäs IF, für den er 1978 im Erwachsenenbereich debütierte. Nach dem Abstieg der Mannschaft aus der zweiten Liga schloss sich diese mit den Fußballern des Gefle IF zusammen und gewann ohne Niederlage unter dem Namen Gefle IF/Brynäs IF die Meisterschaft in der Division 3 Södra Norrland. Zwei Jahre später wurde die Spielgemeinschaft aufgelöst, Ytterbom blieb bei Gefle IF. Mittlerweile als Stammkraft etabliert, stieg er 1982 nach zwei Siegen über Kalmar FF in den Relegationsspielen mit dem Klub nach fast fünfzig Jahren im unterklassigen Ligabereich in die Allsvenskan auf.
An der Seite von Mats Olausson, Per Olsson und Arne Skalk bestritt Ytterbom in der Erstliga-Spielzeit 1983 alle 22 Saisonspiele und gehörte somit zu den Garanten für den Klassenerhalt, als die Saison auf dem letzten Nicht-Abstiegsplatz beendet wurde. Nach dem Abstieg als Tabellenletzter in der folgenden Spielzeit wechselte er innerhalb der Liga zu Halmstads BK. An der Seite von Mats Jingblad, Ulf Jönsson, Jan Jönsson und Tommy Frejdh war er auch bei seinem neuen Klub Stammspieler und erzielte in der Spielzeit 1985 fünf Ligatore. Nach einem weiteren Jahr, in dem er mit der Mannschaft als Tabellenfünfter die Meisterschaftsendrunde lediglich aufgrund der gegenüber dem viertplatzierten IFK Norrköping schlechteren Tordifferenz verpasst hatte, kehrte er dem Klub den Rücken.
Ytterbom kehrte Anfang 1987 zu Gefle IF zurück, wo er unter Trainer Lennart Söderberg als Mannschaftskapitän wieder in der zweiten Liga antrat. Anfangs regelmäßig im Einsatz spielte er bis 1992 für den Verein in der zweithöchsten Spielklasse, ehe er seine aktive Laufbahn beendete.